# 卡罗琳·卡萨雷托
卡罗琳·卡萨雷托（德語：Caroline Casaretto，1978年5月24日—），德国女子曲棍球运动员。她曾代表德国参加2000年和2004年夏季奥林匹克运动会曲棍球比赛，其中2004年奥运会获得一枚金牌。